# Torii Kiyomitsu
En aquest nom japonès, el cognom és Torii.

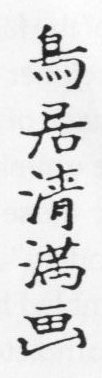
Signatura de Torii Kiyomitsu: “Torii Kiyomitsu ga” (鳥居　清満　画)

Torii Kiyomitsu (鳥居 清満) (c. 1735–1785) va ser un pintor i gravador de l'escola Torii de l'art ukiyo-e japonès. Fill de Torii Kiyonobu II o Torii Kiyomasu II, va ser el tercer cap de l'escola, i abans d'assumir el goh Kiyomitsu s'anomenava Kamejirō. Repartint la seva feina entre els gravats d'actors i els bijinga (estampes de dones boniques), principalment emprava la tècnica benizuri-e, prolífica en aquell moment, que implicava utilitzar un o dos colors de tinta als tacs, més que no pas pintar-los a mà; els gravats a tot color es van introduir a la carrera de Kiyomitsu més endavant, el 1765.

## Obra
Tot i que els especialistes acostumen a trobar que els seus gravats kabuki estan mancats d'originalitat, veuen gràcia, bellesa i "qualitat onírica" en els seus gravats d'homes i dones joves que, de vegades, rivalitzen amb els de l'obra de Suzuki Harunobu, que tot just començava la seva carrera en aquell moment. Kiyomitsu va seguir produint cartells i altres materials relacionats amb el kabuki, el domini de l'escola Torii, i en aquests treballs era prou tradicional i retrospectiu en l'estil. Tanmateix, va ser més o menys el primer artista Torii que va experimentar fora d'aquest camp i que realment va destacar dins de l'ampli corrent principal dels estils ukiyo-e, adaptant-se a l'ús de les noves tècniques i als temes populars. En general, s'ha dit que el taller va florir sota la seva direcció, però l'estil Torii essencial en realitat no va canviar ni avançar.
Dos dels seus més grans deixebles van ser Torii Kiyotsune, que va continuar fidelment les tradicions Torii, i Torii Kiyonaga, que va arribar a ser un mestre i un innovador de propi dret.